# Promrzlina
Promrzlina se javlja kada izlaganje niskim temperaturama uzrokuje smrzavanje kože ili drugih tkiva. Početni simptom je obično obamrlost. Ovo može biti praćeno nezrapnošću, i belom ili plavkastom bojom kože. Nakon izlaganja može se pojaviti oticanje ili plikovi. Šake, stopala i lice su najčešće pogođeni. Komplikacije mogu uključivati hipotermiju ili kompartment sindrom.
Ljudi koji su izloženi niskim temperaturama duže vreme, kao što su ljubitelji zimskih sportova, vojno osoblje i beskućnici, podložni su najvećem riziku. Ostali faktori rizika uključuju konzumaciju alkohola, pušenje, probleme sa mentalnim zdravljem, određene lekove i prethodne povrede usled hladnoće. Osnovni mehanizam uključuje povrede izazvane ledenim kristalima i krvnim ugrušcima u malim krvnim sudovima nakon odmrzavanja. Dijagnoza se zasniva na simptomima. Po ozbiljnosti promrzline se može podeliti na površne (prvi i drugi stepen) ili duboke (treći i četvrti stepen). Skeniranje kostiju ili MRI mogu da pomognu u određivanju stepena povrede.
Prevencija je nošenje odgovarajuće odeće, održavanje hidratacije i ishrane, izbegavanje niskih temperatura i ostajanje aktivnim bez iscrpljivanja. Tretman je ponovno zagrejavanje. Ovo bi trebalo biti učinjeno samo onda kada ponovno zamrzavanje ne predstavlja problem.  Trljanje ili nanošenje snega na pogođeni deo se ne preporučuje. Upotreba ibuprofena i tetanusnog toksoida se obično preporučuje. Za teške povrede mogu se koristiti iloprost ili trombolitici. Ponekad je potrebna hirurgija. Amputaciju, međutim, generalno treba odložiti nekoliko meseci kako bi se omogućilo utvrđivanje stepena povrede.
Broj slučajeva promrzlina nije poznat. Stope mogu biti i do 40% godišnje među onima koji planinare. Najčešće pogođene starosne grupe su one od 30 do 50 godina. Dokazi o pojavi promrzlina kod ljudi datiraju unazad 5.000 godina. Promrzline su takođe igrale važnu ulogu u velikom broju vojnih sukoba. Prvi formalni opis stanja dao je Dominik Žan Lare, lekar Napoleonove vojske, tokom njene invazije na Rusiju 1813. godine.

## Znaci i simptomi
Područja koja su obično pogođena uključuju obraze, uši, nos i prste ruku i nogu. Promrzlini često prethodi ozebnuće. Simptomi promrzlina napreduju sa dugotrajnim izlaganjem hladnoći. Istorijski gledano, promrzline su klasifikovane prema stepenu u skladu sa promenama na koži i osećajima, slično klasifikacijama opekotina. Međutim, stepeni ne odgovaraju visini dugoročne štete. Pojednostavljenje ovog sistema klasifikacije je površna (prvi ili drugi stepen) ili duboka povreda (treći ili četvrti stepen).

### Prvi stepen
- Promrzlina prvog stepena je površna, površinsko oštećenje kože koje obično nije trajno.
- U početku, glavni simptom je gubitak osećaja na koži. Na zahvaćenim mestima koža je utrnuta i, eventualno natečena, sa crvenkastom obrubom.
- U nedeljama nakon povrede površina kože može da se odvoji.[7]

### Drugi stepen
- U drugom stepenu promrzline, koža se u početku razvija prozračne plikove, i površina kože se stvrdne.
- U nedeljama nakon povrede, to se očvrsne, plikovita koža se osuši, pocrni i oljušti.
- U ovoj fazi se može razviti dugotrajna osetljivost na hladnoću i obamrlost.[7]

### Treći stepen
- U trećem stepenu promrzline, slojevi tkiva ispod kože se smrzavaju.
- Simptomi uključuju krvave plikove i „plavo-sivu promenu boje kože”.
- U nedeljama nakon povrede, bol se zadržava i razvija se pocrnela kora (eshara).
- Može postojati dugotrajna ulceracija i oštećenja epifizne ploče.[7]

### Četvrti stepen
- U četvrtom stepenu promrzline, uključene su i strukture ispod kože poput mišića, tetiva i kostiju.
- Rani simptomi uključuju bezbojni izgled kože, tvrdu teksturu i bezbolno zagrevanje.
- Kasnije koža postaje crna i mumificirana. Može trebati mesec dana ili duže da se utvrdi količina trajne štete. Do аutoamputacija može doći nakon dva meseca.[7]

## Epidemiologija
Nedostaje sveobuhvatna statistika o epidemiologiji promrzline. U Sjedinjenim Državama promrzline su češća u severnim državama. U Finskoj je godišnja učestalost bila 2,5 na 100.000 među civilima, u poređenju sa 3,2 na 100.000 u Montrealu. Istraživanja pokazuju da su muškarci uzrasta od 30 do 49 izloženi najvećem riziku, verovatno zbog profesionalnog ili rekreativnog izlaganja hladnoći.

## Istorija
Promrzlina se opisuje u vojnoj istoriji već hiljadama godina. Grci su se susreli i raspravljali o problemu promrzlina već 400. godine pre nove ere. Istraživači su pronašli dokaze o promrzlinama kod ljudi koji datiraju unazad 5.000 godina, u andskoj mumiji. Napoleonova vojska bila je prvi dokumentovani slučaj masovnih povreda hladnoćom u ranim 1800-ima. Prema Zafrenu, skoro milion boraca je stradalo od promrzlina u Prvom i Drugom svetskom ratu, i u Korejskom ratu.

## Društvo i kultura
Nekoliko zapaženih slučajeva promrzlina uključuju: kapetana Lourensa Otsa, kapetana engleske vojske i istraživača Antarktika koji je 1912. umro od komplikacija izazvanih promrzlinama; poznati je američki alpinista Hju Her, koji je 1982. godine izgubio obe noge ispod kolena usled promrzlina nakon što je bio osečen tokom mećave na planini Vašington (Nju Hempšir); Bek Veders, preživeli nakon katastrofe na Mont Everestu 1996. koji je izgubio nos i šake usled promrzlina; škotski planinar Džejmi Endru, kome su 1999. sva četiri uda amputirana zbog sepse usled promrzlina zadobijenih tokom penjana na masiv Mont Blank.

## Smerovi istraživanja
Evidencija nije dovoljna da bi se utvrdilo može li hiperbarična terapija kiseonikom kao dodatni tretman da pomogne u spasavanju tkiva. Prijavljeni su slučajevi, ali nisu sprovedena randomizovana kontrolna ispitivanja na ljudima.
Medicinska simpatektomija u kojoj je korišten intravenski reserpin je takođe bila testirana s ograničenim uspehom. Studije su sugerisale da primena tkivnog plazminogenskog aktivatora (tPa) bilo intravenski ili intraarterijski može da umanji verovatnoću eventualne potrebe za amputacijom.

## Spoljašnje veze
|  | Molimo Vas, obratite pažnju na važno upozorenje u vezi sa temama iz oblasti medicine (zdravlja). |